# 狐狸座NQ
狐狸座NQ（NQ Vulpeculae）是一颗位于狐狸座的新星，1976年爆发。爆发时最亮视星等为6等（10月21日）。後來狐狸座NQ的视星等衰減到8.3等。狐狸座NQ由英國業餘天文學家乔治·阿尔科克目測發現。

## 天球坐标
- 赤经：19h 29m 14s.67
- 赤纬：+20° 27' 58".0